# 벽류정
벽류정(碧流亭)은 대한민국 전라남도 나주시 세지면 벽산리에 있는 건축물이다. 1992년 11월 30일 전라남도의 유형문화재 제184호로 지정되었다.

## 개요
벽류정은 김운해가 건립한 정자로 인조 18년(1640)에 세웠다. 원래는 조주(趙注)가 지은 별장이 있던 자리였으나, 광산 김씨의 소유가 되어 그 터에 건물을 지었다. 여러 차례의 보수공사를 거쳐 비교적 잘 보존되어 있다. 금성산을 뒤로하고 펼쳐진 평야 속에 자리한 3개의 언덕 중에서 가장 큰 언덕의 숲속에 자리하고 있다.
앞면 3칸·옆면 3칸 규모의 지붕이 여덟 팔자 모양인 팔작지붕집이다. 내부에는 글씨를 잘 썼던 민규호, 신헌 등이 쓴 현판을 비롯하여 11개의 현판을 보존하고 있다.
벽류정은 전체적으로 균형이 잡힌 아름다운 정자이다.

## 현지 안내문
벽류정은 금천 상류에 자리 잡고 주변에 대나무와 느티나무 고목이 어우러진 멋진 경관을 지닌 정자이다.
조선시대 세종 때 참판을 지낸 청계 조주가 건립하여 외손인 김운해에게 양여하여 광산김씨 소유가 되었고, 1678년(숙종 4)과 1862년(철종 13)에 중수하였다. 정자에는 좌의정을 지냈고 글씨에 능한 황사 민규호와 신헌의 현판과 김수항을 비롯한 많은 선비들의 시문 현판이 걸려 있다.
건축구조를 보면 정면 3칸, 측면 3칸의 규모로 가운데 중재실에 온돌방을 두었다. 돌 다짐실 허튼층 기단 위에 덤벙 주초를 놓고 바깥에는 둥근 기둥을 쓰고 중재실에는 사각기둥을 썼으며 전체적으로 균형 잡힌 모습이 아름답다.

## 참고 자료
- 벽류정 - 국가유산청 국가유산포털